# Gersz Rotlewi
Gersz A. Rotlewi est un joueur d'échecs polonais né en 1889 dans l'Empire russe et mort en 1920.
Actif dans les tournois de 1906 à 1911, il fut un des meilleurs joueurs de l'Empire russe de sa génération (avec Rubinstein, Bernstein, Nimzowitsch, Tartakover et Alekhine). Sa santé fragile (une maladie nerveuse) l'obligea à arrêter sa carrière.

## Carrière dans les tournois
En 1906, Rotlewi termina avant-dernier d'un tournoi à Łódź, remporté par Akiba Rubinstein. En 1907, il finit deuxième du tournoi amateur A de Ostende en Belgique. En décembre 1907-janvier 1908, il participa au cinquième championnat d'échecs de Russie disputé à Łódź et remporté par Rubinstein. Il finit sixième et marqua 6,5 points sur 12. Lors de ce tournoi Rubinstein remporta contre lui une partie célèbre (l'Immortelle de Rubinstein). En mai-juin 1908, Rotlewi disputa le tournoi de Prague et finit quatrième du tournoi préliminaire D.
En 1909, Rotlewi finit premier du tournoi de Łódź, ex æquo avec Daniel Daniuszewski. Il finit deuxième du championnat amateur pan-russe de Saint-Pétersbourg en 1909, derrière Alexandre Alekhine. En 1910, il remporta le tournoi Haupturnier A de Hambourg lors du congrès de la fédération allemande, devant Carl Carls, Carl Ahues, Karel Hromádka et Edward Lasker et le tournoi de Varsovie, ex æquo avec Rubinstein, devant Flamberg, Bogoljubov, et Salwe.
En mai 1911, il termina deuxième du tournoi de Munich. En août-septembre 1911, il finit quatrième du très fort tournoi de Karlsbad, devant Marshall, Nimzowitsch, Vidmar, Alekhine, Duras, Leonhardt, Tartakover, Spielmann, Perlis, Cohn, Levenfisch, ... (26 participants au tournoi). Lors de ce tournoi, il ne concéda que deux parties nulles (score : 16 / 25, + 15, −8, =2). La même année, il fut deuxième-cinquième ex æquo du tournoi de Cologne remporté par Moshe Lowcki.

## Matchs
En match, Rotlewi affronta Georg Salwe et perdit le match sur le score de 6,5 à 9,5. Il prit sa revanche contre Salwe en 1911 (6 à 4). En 1912, il perdit un match contre Esser à Utrecht et disparut des compétitions.